# Lincoln megye (Wyoming)
Lincoln megye az Amerikai Egyesült Államokban, azon belül Wyoming államban található. Megyeszékhelye és legnagyobb városa Kemmerer. Lakosainak száma 19 581 fő (2020. április 1.). Lincoln megye Teton, Sublette, Sweetwater, Uinta, Rich, Bear Lake, Caribou és Bonneville megyékkel határos.

## Népesség
A megye népességének változása:
| Lakosok száma | 18 076 | 18 017 | 17 960 | 18 364 | 18 722 | 19 581 |
|               | 2010   | 2011   | 2012   | 2013   | 2015   | 2020   |

## Lásd még
- Wyoming megyéinek listája